# گوستاوو نونیز
گوستاوو نونیز (اسپانیایی: Gustavo Núñez‎؛ زادهٔ ۸ فوریهٔ ۱۹۸۸) بازیکن بیس‌بال اهل جمهوری دومینیکن است.
وی در مسابقات کشوری و بین‌المللی در مجموع برندهٔ ۱ مدال برنز شده‌است.